# FV105 Sultan
Il FV105 Sultan è un carro comando cingolato britannico, sviluppato come variante della famiglia CVR(T).

## Tecnica
Il Sultan ha un vano con soffitto rialzato rispetto allo scafo standard trasporto truppe, in modo da aumentare lo spazio di lavoro per l'equipaggio. Su una fiancata era disposta una grande tavola topografica verticale e una scrivania; di fronte, sull'altro lato, il personale prendeva posto su una panca a tre posti. Il conduttore prende posto in uno stretto compartimento a sinistra del vano motore, con sedile regolabile in basso per la guida dall'interno del mezzo e in posizione sollevata per la guida a portelli aperti. Tra la postazione del conduttore e il tavolo di lavoro prendono posto il capocarro, che dispone di botola e mitragliatrice su candeliere, e la postazione dell'operatore radio, predisposta per quattro radio.
Il vano di lavoro si può estendere posteriormente collegando una tenda, che funge da area briefing. La tavola cartografica può essere rimossa dal veicolo e appesa ai paletti da tenda, insieme alle lampade da soffitto alimentate dal mezzo. Tuttavia questa opzione è stata rimossa da molti veicoli in servizio. Il mezzo è dotato di protezione NBC.

## Utilizzatori

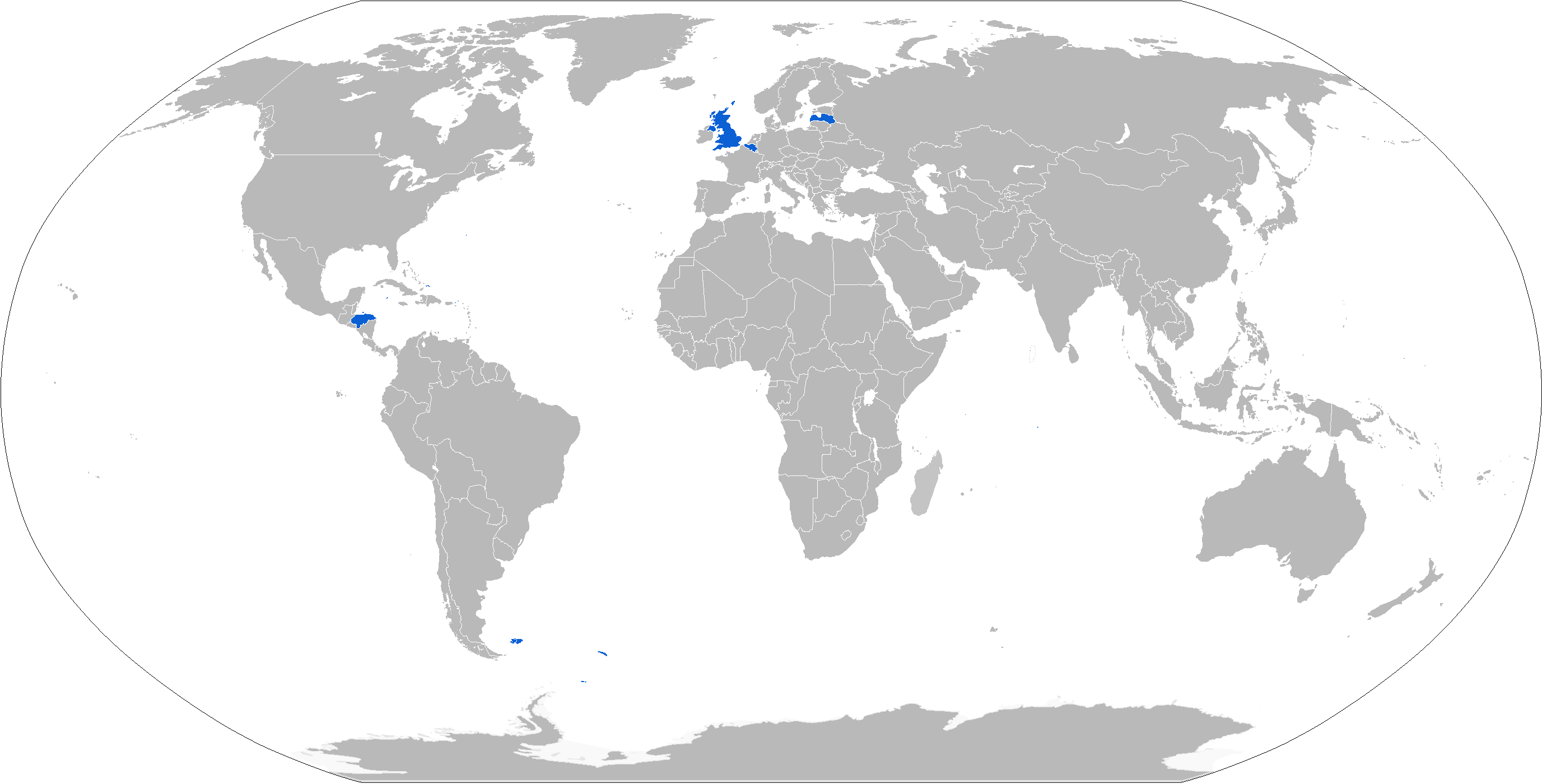
Mappa con gli Stati utilizzatori di FV105 in blu.

- Belgio
- Honduras
- Lettonia[1]
- Regno Unito
- Togo
- Venezuela